# مصحف البحرين
مصحف البحرين هو أول مصحف مطبوع في البحرين برعاية حكومة مملكة البحرين، صدر عام 1434هـ/ 2013م، بقراءة حفص وبالرسم العثماني، وبخطِّ الخطَّاط عثمان طه.

## إعداد المصحف ونشره
عُيّن لإعداد المصحف نخبةٌ من العلماء بلغوا 14 عالمًا في القراءات والتفسير ورسم المصحف من عشر دول، يرأسهم أحمد المعصراوي. وخطَّ المصحف بيده الخطَّاط الشهير عثمان طه خِصِّيصى للمجلس الأعلى للشؤون الإسلامية في البحرين، ورُوعي في الكتابة مباعدة المسافة بين الحروف بزيادة 5 ملم، لإراحة العين.
واستغرق إعداد المصحف سنةً ونصف سنة، واشترك مع العلماء في التنقيح والمراجعة مئاتٌ من حُفَّاظ القرآن في البحرين وشيوخ حلقات تحفيظ القرآن فيها، إذ كانوا يتلقون دعَوات للنظر في المصحف وتهجّي حروفه المكتوبة وهم في جامع أحمد الفاتح. 
وطُبع المصحف بتاريخ 26 من رمضان عام 1434، الموافق 4 أغسطس عام 2013 برواية حفص عن عاصم،
وكان لطباعة هذا المصحف مقصدان، أحدهما رغبة البحرين أن يكون لها مصحفها الخاص، والآخر هو إرساخ الأثر الديني في نفوس المجتمع، وكذلك الرغبة في نشره في البحرين وخارجها. وقد كان المجلس الأعلى للشؤون الإسلامية بالبحرين قرر في 2 يناير عام 2012م أن يكون للمجلس أصلٌ مخطوط للمصحف تكون حقوقه محفوظة له، ليطبع من هذا الأصل نسخًا متعددة بقياسات مختلفة؛ لتوزيعه مجانًا (وقفًا) في البحرين وغيرها. وقاربت تكلفة إعداد المصحف في كل مراحله 566 ألف دينار بحريني، وطُبع المصحف طبعةً أولى 3000 نسخة، وفي مايو 2015 أعلن مركز بن راشد لطباعة المصحف عن تعاقده مع وِزارة الأوقاف البحرينية لطبع 130 ألف نسخة من مصحف البحرين من أجل توزيعه في إفريقيا.

## لجنة إعداد المصحف
- الخطاط عثمان طه، كاتب المصحف.
- أحمد المعصراوي رئيس اللجنة.
- كريم راجح نائب رئيس اللجنة.
- محمد بن تميم الزعبي.
- محمد بن عبد الله الوائلي.
- عبد السلام بن مقبل المجيدي.
- سلامة قناوي.
- غانم قدوري الحمد.
- محمد مأمون كاتبي.
- مساعد الطيار.
- جعفر بن يوسف جناحي.
- محمد بم الحسن بوصو.
- عبد الهادي بن عبد الله حميتّو.
- أحمد بن خالد يوسف.

## وصلات خارجية
- نسخة مصحف البحرين.